# Scarred
Scarred är ett TV-program på MTV där sångaren Jacoby Shaddix i Papa Roach är programledare, som startade den 10 april 2007. Programmet innehåller bland annat intervjuer med våghalsar som skadat sig när de försökt göra svåra trick och fått en massa ärr därav namnet Scarred.